# ورث (الراين الأسفل)
فورت (بالفرنسية: Wœrth)‏ هي بلدية فرنسية تقع في إقليم الراين الأسفل من منطقة ألزاس في شمال شرق فرنسا. تبلغ مساحة هذه المدينة 6.47 (كم²)، وترتفع عن سطح البحر 170 م، يبلغ عدد سكانها 1820 نسمة حسب إحصاء المعهد الوطني للإحصاء والدراسات الاقتصادية سنة 2009 م. وترأس François Rutsch البلدية خلال فترة (2008 - 2014).

## معرض صور

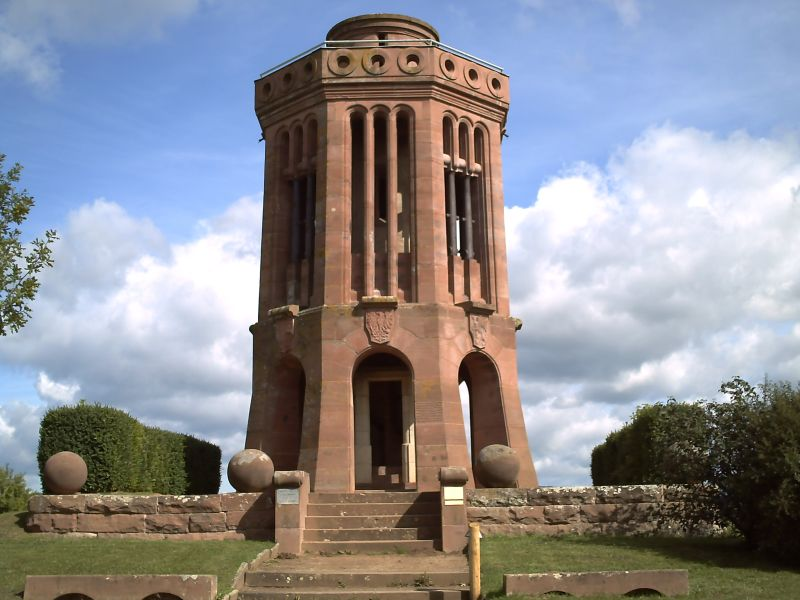
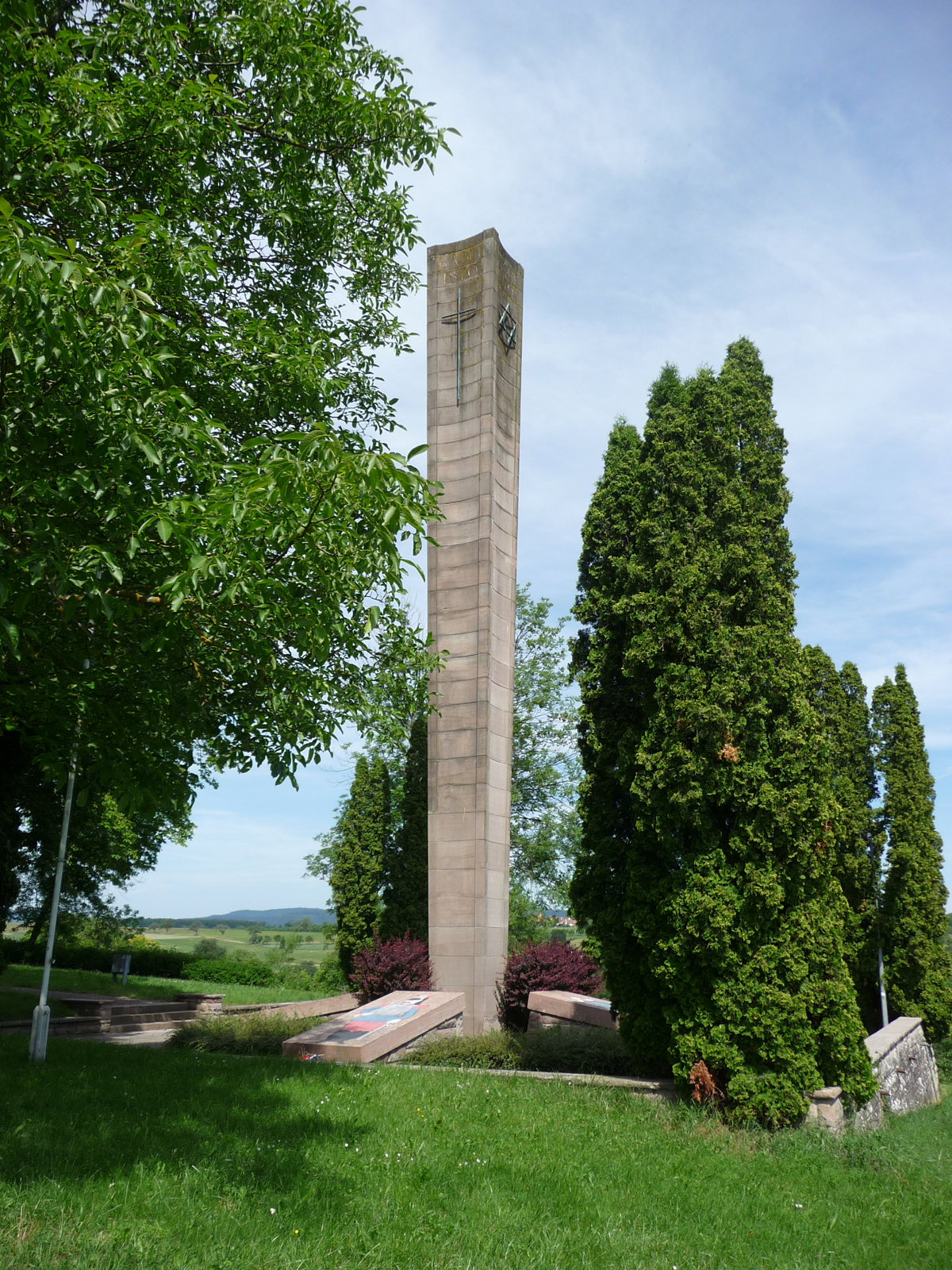
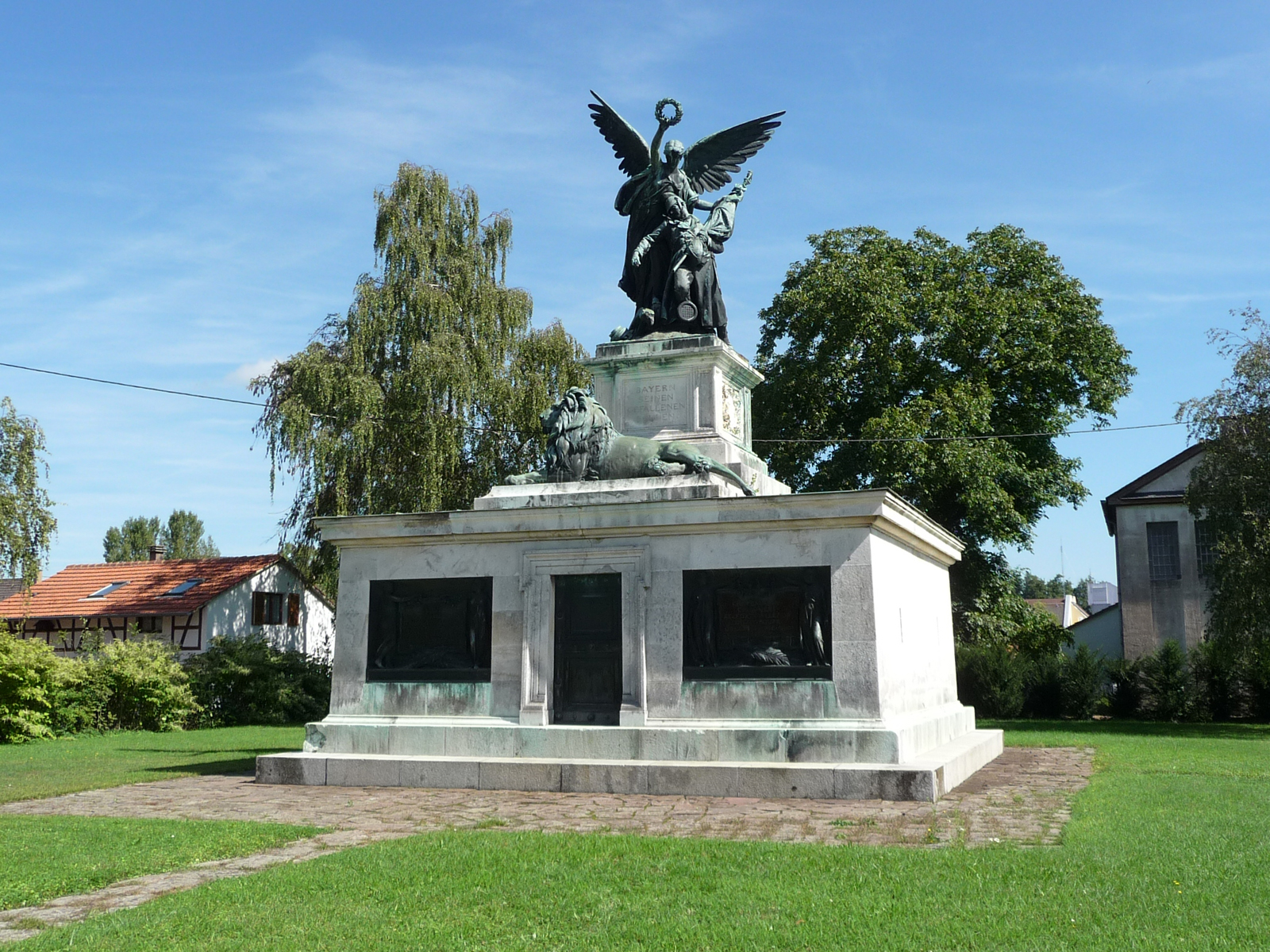
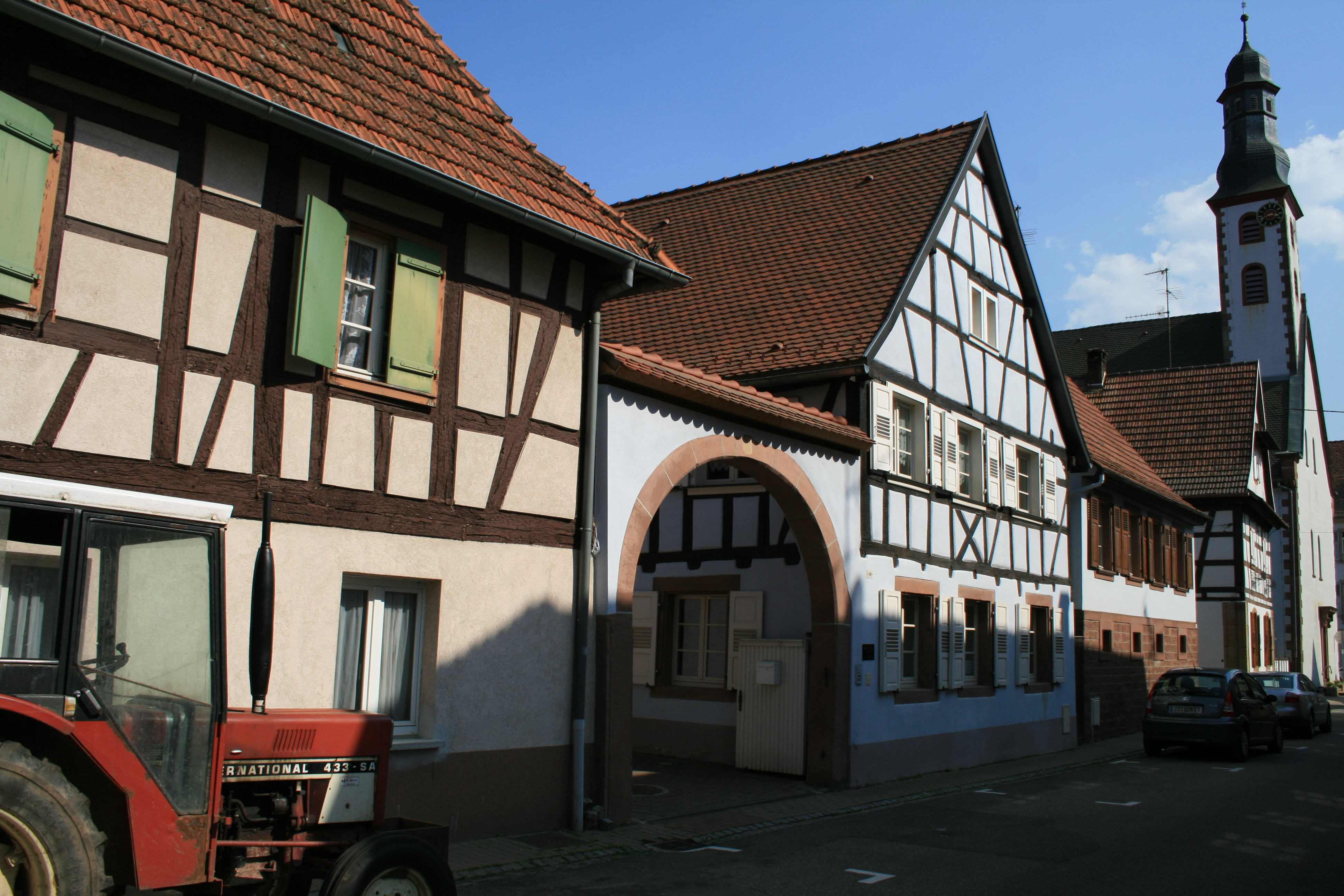

## وصلات خارجية
- صفحة البلدية على موقع المعهد الوطني للإحصاء والدراسات الاقتصادية (بالفرنسية)